# Prix d'Essai
Prix d'Essai är ett årligt montélopp för 3-åriga varmblodstravare som idag rids över distansen 2175 meter med autostart. Loppet anses vara ett av världens äldsta montélopp, då det avgjordes för första gången redan 1866, och körs sedan dess varje år på Vincennesbanan i Paris. Det är ett Grupp 1-lopp, det vill säga ett lopp av högsta internationella klass. Loppets förstapris är 90 000 euro..

## Vinnare från 1976
| År   | Häst               | Ryttare                  | Tränare                 | Distans | Tid    |
| ---- | ------------------ | ------------------------ | ----------------------- | ------- | ------ |
| 2025 | Meteore de Simm    | Mathieu Mottier          | Mathieu Mottier         | 2700 m  | 1'13"4 |
| 2024 | Lexie de Banville  | Adrien Lamy              | Thomas Levesque         | 2700 m  | 1'13"2 |
| 2023 | Kyt Kat            | Mathieu Mottier          | Thomas Levesque         | 2700 m  | 1'13"4 |
| 2022 | Jelyson            | Yoann Lebourgeois        | Alexandre Pillon        | 2700 m  | 1'14"8 |
| 2021 | Ibra du Loisir     | Alexandre Abrivard       | Laurent-Claude Abrivard | 2175 m  | 1'11"8 |
| 2020 | Hudson Vedaquais   | Yoann Lebourgeois        | Philippe Allaire        | 2175 m  | 1'12"6 |
| 2019 | Gala Tejy          | Paul Philippe Ploquin    | Christophe Chalon       | 2175 m  | 1'13"0 |
| 2018 | Fado du Chêne      | Paul Philippe Ploquin    | Julien Le Mer           | 2175 m  | 1'13"0 |
| 2017 | Eye of The Storm   | Yoann Lebourgeois        | Philippe Allaire        | 2175 m  | 1'13"0 |
| 2016 | Dragon du Fresne   | Alexandre Abrivard       | Laurent-Claude Abrivard | 2175 m  | 1'13"5 |
| 2015 | Carlos des Caux    | Matthieu Abrivard        | Jacques Bruneau         | 2175 m  | 1'13"9 |
| 2014 | Booster Winner     | Éric Raffin              | Sébastien Guarato       | 2175 m  | 1'13"3 |
| 2013 | Arca des Jacquets  | Éric Raffin              | Philippe Moulin         | 2175 m  | 1'13"5 |
| 2012 | Vanishing Point    | Damien Bonne             | Sébastien Guarato       | 2175 m  | 1'13"2 |
| 2011 | Uppercut du Rib    | David Thomain            | Joël Hallais            | 2175 m  | 1'14"1 |
| 2010 | Talina Madrik      | Franck Nivard            | Sébastien Guarato       | 2175 m  | 1'13"3 |
| 2009 | Scipion du Goutier | Franck Nivard            | Franck Leblanc          | 2175 m  | 1'13"2 |
| 2008 | Rockeuse du Rib    | Jean-Loïc-Claude Dersoir | Joël Hallais            | 2175 m  | 1'13"9 |
| 2007 | Quincy Boy         | Yoann Lebourgeois        | Michel-J.Ruault         | 2175 m  | 1'14"1 |
| 2006 | Philotenor         | Franck Nivard            | Jean-Baptiste Bossuet   | 2175 m  | 1'14"4 |
| 2005 | Oblat Pierji       | Jean-Loïc-Claude Dersoir | Gilles Delacour         | 2175 m  | 1'16"0 |
| 2004 | Nobilis Jiel       | Philippe Masschaele      | Jean-Luc Dersoir        | 2175 m  | 1'15"5 |
| 2003 | My Lady Way        | Éric Raffin              | Jean Raffin             | 2175 m  | 1'16"5 |
| 2002 | Leda d'Occagnes    | Philippe Masschaele      | Pierre-Désiré Allaire   | 2175 m  | 1'16"5 |
| 2001 | Kedelis            | Philippe Masschaele      | G.-R. De Wulf           | 2175 m  | 1'16"6 |
| 2000 | Jarifante Speed    | Yves Dreux               | Pascal-André Geslin     | 2175 m  | 1'15"9 |
| 1999 | Ivoire de Grammont | Jean-Paul Piton          | Philippe Allaire        | 2175 m  | 1'17"4 |
| 1998 | Holly du Locton    | Jean-Paul Piton          | Philippe Allaire        | 2175 m  | 1'16"5 |
| 1997 | Gai Brillant       | Jean-Philippe Mary       | Philippe Allaire        | 2175 m  | 1'17"7 |
| 1996 | Fly Mourotaise     | Philippe Békaert         | Jean-Pierre Dubois      | 2175 m  | 1'17"6 |
| 1995 | Express Cat        | François Roussel         | Alain Roussel           | 2175 m  | 1'19"2 |
| 1994 | Duc de Janvier     | Yves Dreux               | Ali Hawas               | 2175 m  | 1'21"5 |
| 1993 | Carlito d'Arc      | Jean-Philippe Mary       | Philippe Rouer          | 2375 m  | 1'23"1 |
| 1992 | Boadicée de Béval  | Yves Dreux               | Ali Hawas               | 2300 m  | 1'20"7 |
| 1991 | Alligator          | Michel Lenoir            | G. Lemière              | 2300 m  | 1'19"0 |
| 1990 | Virstly Gédé       | Jean-Claude Hallais      | Ulf Nordin              | 2300 m  | 1'19"1 |
| 1989 | Unora du Pas       | Michel Lenoir            | Philippe Verva          | 2300 m  | 1'21"4 |
| 1988 | Touta              | Yves Dreux               | Ali Hawas               | 2300 m  | 1'21"0 |
| 1987 | Speed Clayettois   | Yves Dreux               | Ali Hawas               | 2300 m  | 1'20"7 |
| 1986 | Rop                | Philippe Gillot          | J. Vandromme            | 2300 m  | 1'21"6 |
| 1985 | Quinze Janvier     | Yves Dreux               | Ali Hawas               | 2300 m  | 1'22"5 |
| 1984 | Pamela Orange      | Alain Sionneau           | Gaston Peltier          | 2250 m  | 1'22"4 |
| 1983 | Orfeu Negro        | Bernard Oger             | Léopold Verroken        | 2250 m  | 1'21"6 |
| 1982 | Nestoriac          | Yves Dreux               | Ali Hawas               | 2250 m  | 1'21"4 |
| 1981 | Mabrouka           | Yves Dreux               | Ali Hawas               | 2250 m  | 1'21"0 |
| 1980 | Laudanum           | Pascal Békaert           | Joël Hallais            | 2250 m  | 1'20"7 |
| 1979 | Kiki de Feugères   | Gérard Raulline          | Bernard Raulline        | 2250 m  | 1'22"2 |
| 1978 | Jeune Orange       | Alain Sionneau           | Gaston Peltier          | 2250 m  | 1'22"9 |
| 1977 | Ignace de Corny    | André Bourcier           |                         | 2250 m  | 1'23"2 |
| 1976 | Homérien           | Gérard Mascle            |                         | 2250 m  | 1'24"0 |